# EURES
EURES (de l'anglès EURopean Employment Services, «Serveis Europeus d'Ocupació») és una xarxa paneuropea creada el 1993 amb l'objectiu de facilitar la mobilitat transfronterera en el mercat laboral. Entre els col·laboradors de la xarxa hi ha serveis públics d'ocupació, sindicats i patronals. Es tracta d'un servei coordinat per la Comissió Europea.

## Missió
EURES s'ocupa de les següents tasques:
- Assessorament i informació per a treballadors sobre les possibilitats laborals i les condicions de treball i vida a Europa (UE/EEE/Suïssa)
- Ajuda per a empresaris en la cerca de mà d'obra
- Assessorament especial per a empresaris i treballadors a les regions frontereres

El portal de cerca de feina d'EURES es troba en les 25 llengües oficials de l'EEE i tant els empresaris com els treballadors el poden fer servir gratuïtament.

## Elements constituents
Aquesta xarxa paneuropea es basa en la col·laboració transnacional entre els 28 estats membres de la UE, Noruega, Islàndia, Liechtenstein i Suïssa, així com en programes de cooperació transfronterera. Actualment existeixen 22 programes d'aquest tipus:
- EuresChannel (BE-FR-UK)
- Scheldemond (BE-NL)
- EURES-EUREGIO Gronau/Enschede(DE-NL)
- EURES Maas-Rhin (BE-DE-NL)
- P.E.D. (BE-FR-LUX)
- EURES Saar-Lor-Lux-Rheinland-Pfalz (DE-FR-LUX)
- EURAZUR (FR-IT)
- Bayern - Tschechien (DE-CZ)
- Sønderjylland-Schleswig (DK-DE)
- EUREGIO Rhein-Waal (DE-NL)
- EURES interalp (DE-AT)
- Danubius (SK-HU)
- PYREMED/PIRIME (FR-ES)
- Northern Ireland/Ireland (IE-UK)
- EURES TransTirolia (IT-AT-CH)
- ØRESUND (DK-SV)
- Galicia/Região Norte (ES-PT)
- Oberrhein (FR-DE-CH)
- Tornedalen (SV-SF)
- EURES Bodensee (AT-CH-DE-FL)
- Euradria (IT-SI)
- Eures-T Beskydy (CZ-PL-SK)
- Pannonia (AT-HU)
- TriRegio (DE-PL-CZ)